# 松草站

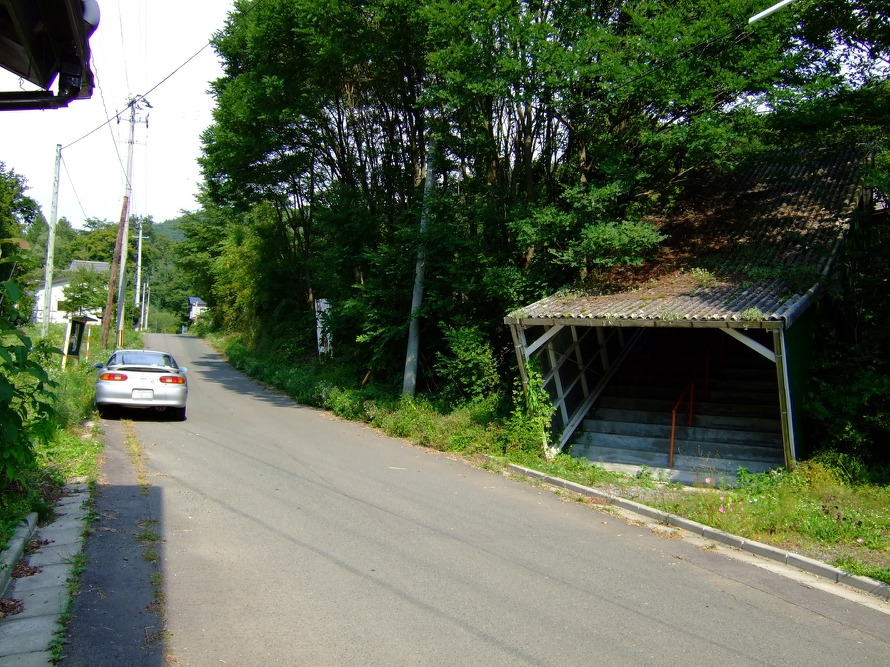
車站入口

松草站（日语：／ Matsukusa eki */?）是位於岩手縣宮古市區界，東日本旅客鐵道（JR東日本）的山田線車站。
截至2021年3月13日時間表修正，下行茂市、宮古方向的首班列車是下午6時57分，該列車前往宮古。成為了全國擁有第二遲首班列車的車站（第一位也是山田線內的平津戶站，第三位也是山田線的區界站）。

## 歷史
- 1930年（昭和5年）10月31日：車站啟用[1][2]。當時為終點站[1]。
- 1931年（昭和6年）10月31日：鐵路線延伸至平津戶站[1]。自從成為中途站[1]。
- 1972年（昭和47年）3月15日：結束貨物起卸業務[2]。
- 1982年（昭和57年）11月15日：結束行李起卸業務[3]，成為無人車站[4]。
- 1987年（昭和62年）4月1日：伴隨國鐵分割民營化，車站由東日本旅客鐵道（JR東日本）營運[1][2]。
- 2015年（平成27年）12月11日：由於發生土石流，車站暫停營業。
- 2017年（平成29年） 11月5日：上米內至川內之間重開，此站重開。

## 車站構造
車站是一座地面車站，設有1面1線的單式月台。曾經此站設有相對式月台，當時可進行列車交會。在國鐵末期把交會設備撤走，同時成為無人車站。
月台上設有候車室。此站是無人車站。

## 車站周邊
- 縣道170號松草停車場線（日语：岩手県道170号松草停車場線）
- 縣道171號大川松草線（日语：岩手県道171号大川松草線）
- 國道106號（日语：国道106号）
- 閉伊川（日语：閉伊川）
- 宮古市政廳門馬出張所
- 門馬郵局

## 相鄰車站
東日本旅客鐵道（JR東日本）
■山田線
□快速「谷灣」
通過
■普通
區界－松草－*平津戶－川內
*刪除線為廢站。

## 注腳
1. 1 2 3 4 5 6  曾根悟（監修）. 朝日新聞出版分冊百科編集部（編集） , 编. . 週刊朝日百科. 21号 釜石線・山田線・岩泉線・北上線・八戸線. 朝日新聞出版. 2009-12-06: 18-19 （日语）.
2. 1 2 3 4  石野哲（編）. . JTB. 1998: 498. ISBN 978-4-533-02980-6 （日语）.
3. ↑  . 官報. 1982-11-13 （日语）.
4. ↑  . 鐵道公報 (日本國有鐵道總裁室文書課). 1982-11-13: 8 （日语）.

## 外部連結
- 車站資訊（松草）：東日本旅客鐵道（日語）